# Jindřich Krepindl
Jindřich Krepindl (Šťáhlavy, 6 de julho de 1948) é um ex-handebolista checoslovaco, medalhista olímpico.
Em Olimpíadas, ele marcou 17 gols em dez partidas.

## Títulos
- Jogos Olímpicos:
  - Prata: 1972